# Fuzil Lorenz

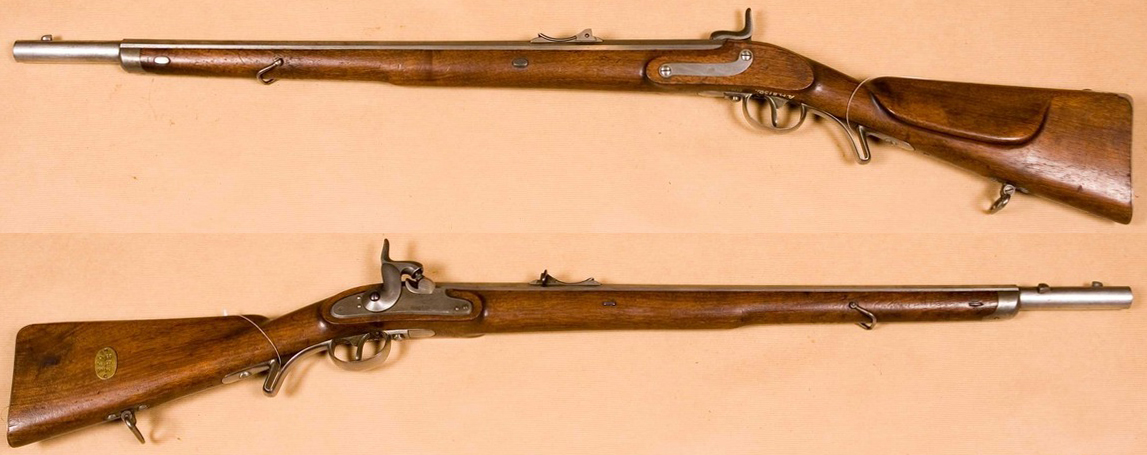
O Lorenz M1854 do Museu do Exército sueco.

O fuzil Lorenz foi um fuzil austríaco usado em meados do século XIX. Ele foi usado em várias guerras na Europa, e também teve destaque na Guerra Civil Americana.

## Histórico
O fuzil Lorenz foi projetado pelo Tenente austríaco Joseph Lorenz. Ele foi aprovado para produção em 1854, e foi a primeira arma de fogo completamente nova na infantaria austríaca em décadas. A demanda por fuzis era muito maior que a capacidade de produção dos arsenais austríacos, portanto, boa parte da produção era feita por empresas privadas. Muitos deles, não tinham a capacidade técnica e a precisão necessários para o que era, na época, um projeto de fuzil tão sofisticado, sendo assim, a qualidade deles variava bastante. O diâmetro também variava bastante, devido a falta e um controle de qualidade. Isso deixava um vão considerável entre o cano e a bala, resultando em uma baixa performance.
O fuzil Lorenz substituiu o mosquete anterior, o Augustin. O Lorenz foi distribuído inicialmente para soldados austríacos em 1855. Apesar da sua superioridade sobre o Augustin, o Lorenz sofria com deficiências na logística de entrega e por vezes era usado de maneira ineficaz devido a táticas e treinamentos conservadores empregados na época. Em 1859, o ano da Segunda Guerra de Independência Italiana, nem todas as unidade austríacas haviam recebido o novo fuzil.

## Características
O fuzil Lorenz funcionava a percussão e era carregado pelo cano, e como tal, era similar no desenho aos mosquetes estriados britânico Pattern 1853 Enfield e ao americano Springfield Model 1861. Ele tinha um cano de 37,5 polegadas e era fixado na coronha com três bandas metálicas. O calibre era de .54, que era um pouco menor que o .577, usado pelo Enfield, e que o .58 padronizado nos Springfields que vieram depois.[carece de fontes?]
As coronhas eram feitas de faia ou ocasionalmente amendoeira. O Lorenz podia ter miras abertas e fechadas.

## Operadores
- Império Austríaco
- Bolívia[5]
- Estados Confederados da América
- França[6]
- Camisas-vermelhas[7]
- Segundo Império Mexicano
- Principado de Montenegro[8]
- Peru
- Governo Nacional Polonês (Revolta de Janeiro)
- Reino da Saxônia
- Estados Unidos

## Conflitos
- Ocupação dos principados do Danúbio
- Segunda Guerra de Independência Italiana
- Expedição dos Mil
- Banditismo no sul da Itália[9]
- Guerra Civil Americana
- Guerra Montenegrina-Otomana
- Revolta de Janeiro[10][11]
- Guerra dos Ducados do Elba
- Segunda intervenção francesa no México[12]
- Guerra Austro-Prussiana
- Terceira Guerra de Independência Italiana
- Guerra Franco-Prussiana[13]
- Guerra do Pacífico (século XIX)[5]